# Mythimna manducata
Mythimna manducata là một loài bướm đêm trong họ Noctuidae.